# 髙橋悠佳
髙橋 悠佳（たかはし ゆうか、1999年8月19日 - ）は、日本の女子バスケットボール選手である。ポジションはスモールフォワード。Wリーグのプレステージ・インターナショナル アランマーレ所属。

## 来歴
秋田県大仙市出身。
湯沢翔北高校でインターハイ、大阪人間科学大でインカレをそれぞれ経験。
2022年、プレステージ・インターナショナル アランマーレにアーリーエントリーを経て加入。